# Février 2006 en Afrique
 (avril 2020).
Si vous disposez d'ouvrages ou d'articles de référence ou si vous connaissez des sites web de qualité traitant du thème abordé ici, merci de compléter l'article en donnant les références utiles à sa vérifiabilité et en les liant à la section « Notes et références ».

## 7 février
- Mali, Mauritanie : en visite officielle à Nouakchott, le président malien Amadou Toumani Touré qui a été reçu par le colonel Ely Ould Mohamed Vall, président du Conseil militaire pour la justice et la démocratie (CMJD), a souhaité le succès de la transition en Mauritanie.

- Sénégal : 
  - diverses manifestations ont été organisées à Dakar pour le 20e anniversaire de la mort de l’historien Cheikh Anta Diop ;
  - l’ancien premier ministre Idrissa Seck a été libéré après sept mois d’incarcération. Il a bénéficié d’un non-lieu dans l’affaire du « chantier de Thiès », ville dont il a été maire après avoir bénéficié d’un non-lieu dans une autre affaire d’« atteinte à la défense nationale et à la sûreté de l'État » en janvier. Selon les partisans d’Idrissa seck, ces accusations avaient été montées de toutes pièces par l’entourage du président Abdoulaye Wade.

## 12 février
- Cap-Vert : élection présidentielle. Le président sortant Pedro Pires est réélu avec 51,1 % des voix face à Carlos Veiga, ancien Premier ministre.

## 16 février
- Communauté des États sahélo-sahariens  : Moussa Balla Coulibaly, président du Conseil économique, social et culturel du Mali, a été élu président du Conseil économique et social de la Communauté des États sahélo-sahariens (CEN-SAD).

## 18 février
- Mali : décès à Bamako de Mamadou Samba Konaté, président d’honneur de la Fédération malienne de football et président de la Ligue de football de Bamako.
- République démocratique du Congo : la nouvelle constitution, approuvée par référendum les 18 et 19 décembre 2005, a été promulguée. La République démocratique du Congo s’est ainsi doté de nouveaux symboles, comme le drapeau, ses armoiries et sa devise qui devient « Justice, Paix, Travail ».

## 21 février
- CEDEAO : Mahamane Touré, colonel malien, a été nommé secrétaire exécutif adjoint de la Communauté économique des États de l'Afrique de l'Ouest(CEDEAO) chargé des affaires politiques, de défense et de sécurité en remplacement du général Cheick Oumar Diarra, décédé en octobre 2005 dans un accident d’avion.

## 22 février
- Mozambique : un séisme d’une magnitude de 7,5 sur l'échelle de Richter a secoué à 22 h 19 GMT le centre du pays, à 530 kilomètres au nord de Maputo et 225 km au sud-ouest de Beira. Des mouvements de panique des populations des villes de Maputo et de Beira ont été signalés.

## 23 février
- Ouganda : élection présidentielle remporté par Yoweri Museveni, président sortant avec 59,2 % des voix devant  Kizza Besigye (37,3 %). Le Forum pour le changement démocratique (FCD) de Kizza Besigye a dénoncé les fraudes qui ont marqué ce premier scrutin multipartite en Ouganda.

## 28 février
- Côte d'Ivoire : à l’initiative du premier ministre Charles Konan Banny, un sommet extraordinaire a réuni à Yamoussoukro, Laurent Gbagbo, président de la Côte d’Ivoire, Guillaume Soro, chef des Forces nouvelles, Alassane Ouattara et Henri Konan Bédié.
- Niger : le gouvernement, réuni en conseil des ministres sous la présidence du chef de l’État Mamadou Tandja, a confirmé l’existence de la grippe aviaire dans la région de Zinder, plus particulièrement la commune urbaine de Magaria.